# Rilly-sur-Loire
Rilly-sur-Loire és un municipi francès, situat al departament del Loir i Cher i a la regió de Centre – Vall del Loira. L'any 2007 tenia 441 habitants.

## Demografia

### Població
El 2007 la població de fet de Rilly-sur-Loire era de 441 persones. Hi havia 148 famílies, de les quals 40 eren unipersonals (12 homes vivint sols i 28 dones vivint soles), 52 parelles sense fills, 52 parelles amb fills i 4 famílies monoparentals amb fills.
La població ha evolucionat segons el següent gràfic:
Habitants censats

### Habitatges
El 2007 hi havia 180 habitatges, 153 eren l'habitatge principal de la família, 22 eren segones residències i 5 estaven desocupats. 179 eren cases i 1 era un apartament. Dels 153 habitatges principals, 133 estaven ocupats pels seus propietaris, 16 estaven llogats i ocupats pels llogaters i 4 estaven cedits a títol gratuït; 1 tenia una cambra, 10 en tenien dues, 18 en tenien tres, 44 en tenien quatre i 80 en tenien cinc o més. 130 habitatges disposaven pel capbaix d'una plaça de pàrquing. A 64 habitatges hi havia un automòbil i a 75 n'hi havia dos o més.

### Piràmide de població
La piràmide de població per edats i sexe el 2009 era:
| Homes | Edats   | Dones |
| ----- | ------- | ----- |
| 4     | 95 o +  | 0     |
| 0     | 90 a 94 | 0     |
| 0     | 85 a 89 | 4     |
| 0     | 80 a 84 | 4     |
| 8     | 75 a 79 | 12    |
| 12    | 70 a 74 | 16    |
| 4     | 65 a 69 | 8     |
| 12    | 60 a 64 | 4     |
| 8     | 55 a 59 | 16    |
| 12    | 50 a 54 | 12    |
| 16    | 45 a 49 | 16    |
| 12    | 40 a 44 | 8     |
| 8     | 35 a 39 | 28    |
| 20    | 30 a 34 | 24    |
| 24    | 25 a 29 | 32    |
| 12    | 20 a 24 | 0     |
| 8     | 15 a 19 | 0     |
| 20    | 10 a 14 | 0     |
| 20    | 5 a 9   | 0     |
| 4     | 0 a 4   | 8     |

## Economia
El 2007 la població en edat de treballar era de 303 persones, 168 eren actives i 135 eren inactives. De les 168 persones actives 153 estaven ocupades (86 homes i 67 dones) i 15 estaven aturades (4 homes i 11 dones). De les 135 persones inactives 32 estaven jubilades, 15 estaven estudiant i 88 estaven classificades com a «altres inactius».

### Ingressos
El 2009 a Rilly-sur-Loire hi havia 152 unitats fiscals que integraven 373 persones, la mediana anual d'ingressos fiscals per persona era de 19.762 €.

### Activitats econòmiques
Dels 9 establiments que hi havia el 2007, 1 era d'una empresa extractiva, 2 d'empreses de construcció, 1 d'una empresa financera, 1 d'una empresa immobiliària, 2 d'empreses de serveis i 2 d'entitats de l'administració pública.
Els 2 serveis als particulars que hi havia el 2009 eren paletes.
L'any 2000 a Rilly-sur-Loire hi havia 8 explotacions agrícoles.

## Equipaments sanitaris i escolars
El 2009 hi havia una escola elemental integrada dins d'un grup escolar amb les comunes properes formant una escola dispersa.

## Poblacions més properes
El següent diagrama mostra les poblacions més properes.